# Estación de Dottikon-Dintikon
La estación de Dottikon-Dintikon es una estación ferroviaria de la comuna suiza de Villmergen, en el Cantón de Argovia.

## Historia y situación

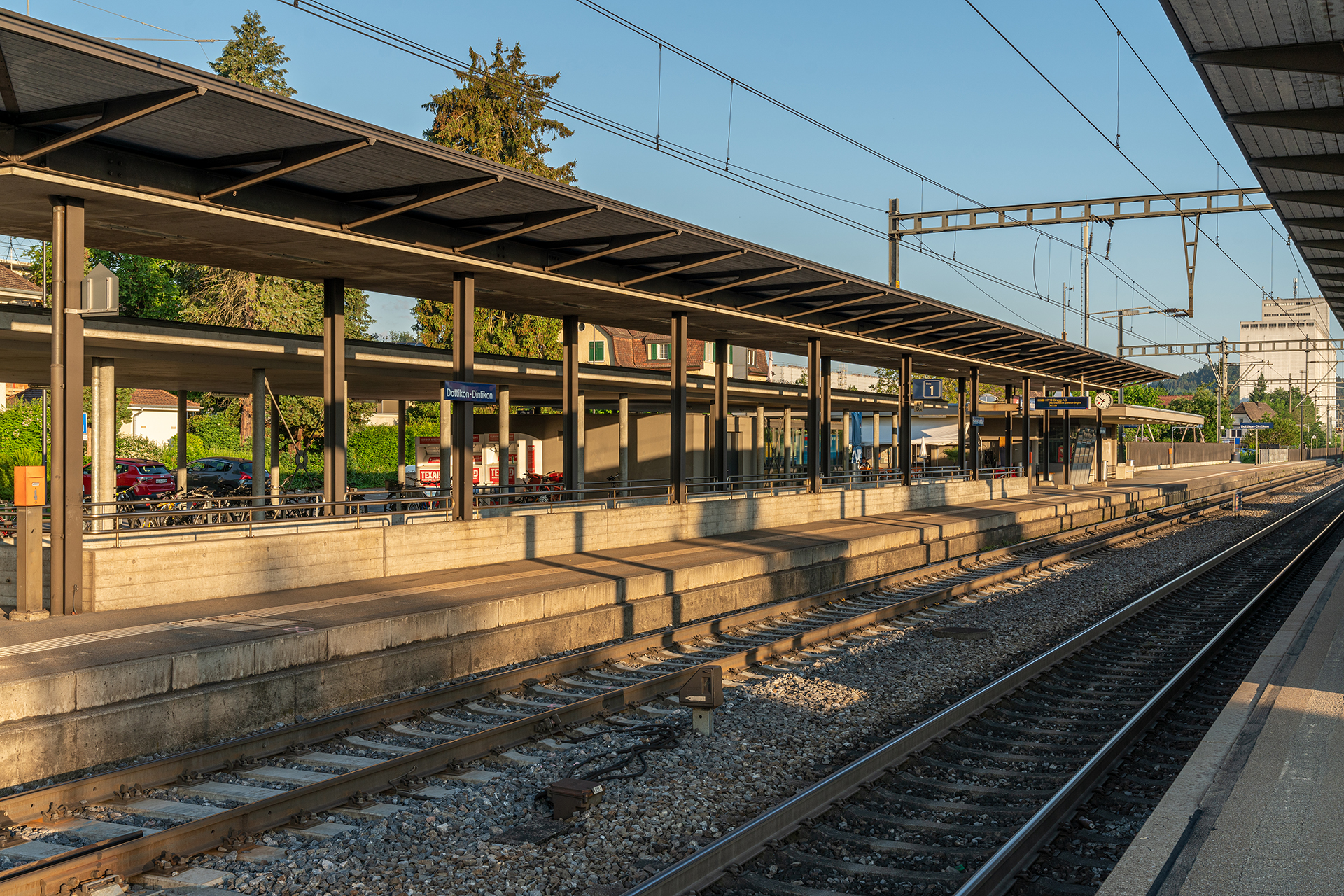
Estación de Dottikon-Dintikon

La estación de Dottikon-Dintikon fue inaugurada en el año 1874 con la puesta en servicio del tramo Rupperswil - Wohlen del Aargauische Südbahn Ruppeswil - Immensee por parte del NOB en colaboración con el Schweizerische Centralbahn (SCB). En 1902 ambas compañías pasarían a ser absorbidas por SBB-CFF-FFS.
Aunque está ubicada en la comuna de Villmergen, a cuyo núcleo urbano distan más de 3 kilómetros, da servicio a las comunas de Dottikon y Dintikon, situada la primera un kilómetro al norte y la segunda un kilómetro al sur. Cuenta con dos andenes, uno central y otro lateral a los que acceden tres vías pasantes, a las que hay que sumar un par de vías toperas y dos derivaciones a industrias. Al poco de la salida de la estación hacia Immensee se encuentra una playa de vías para el apartado y estacionamiento de material.
En términos ferroviarios, la estación se sitúa en la línea Rupperswil - Immensee, también conocida como el Aargauische Südbahn. Sus dependencias ferroviarias colaterales son la estación de Hendschiken hacia Rupperswil y la estación de Wohlen en dirección a Immensee.

## Servicios ferroviarios
Los servicios ferroviarios de esta estación están prestados por SBB-CFF-FFS:

### S-Bahn Argovia
En la estación efectúan parada trenes de una línea de la red S-Bahn Argovia:
- S 26 Aarau/Lenzburg – Wohlen – Muri – Rotkreuz